# عملية ولدون
عملية ولدون هي عملية صناعية كيميائية تنسب إلى مخترعها البريطاني والتر ولدون Walter Weldon، الذي طورها سنة 1866.

## وصف العملية
تهدف العملية إلى عادة تدوير ثنائي أكسيد المنغنيز واستخدامه في إنتاج غاز الكلور؛ إذ كان من الشائع استخدام ثنائي أكسيد المنغنيز ومفاعلته مع حمض الهيدروكلوريك من أجل الحصول على غاز الكلور:
{\displaystyle \mathrm {MnO_{2}+4\ HCl\longrightarrow MnCl_{2}+Cl_{2}+2\ H_{2}O} }
قام ولدون بتطوير طريقة من أجل إعادة التدوير، وذلك بالاسستفادة من كلوريد المنغنيز الثنائي الناتج من التفاعل أعلاه، ومعالجته مع الكلس والبخار والأكسجين، مما يؤدي إلى الحصول على مركب وسطي من منغنيت الكالسيوم:
{\displaystyle \mathrm {2\ MnCl_{2}+3\ Ca(OH)_{2}+O_{2}\rightarrow CaO\cdot 2\ MnO_{2}+3\ H_{2}O+2\ CaCl_{2}} }
وهو مزيج من أكسيدي المنغنيز والكالسيوم، والذي يتفكك لاحقاً بالتفاعل مع HCl ليعطي غاز الكلور المطلوب:
{\displaystyle \mathrm {CaO\cdot 2\ MnO_{2}+10\ HCl\rightarrow CaCl_{2}+2\ MnCl_{2}+2\ Cl_{2}+5\ H_{2}O} }

## البدائل
بعد تطويرها في أواخر القرن التاسع عشر استخدمت عملية ديكون في إنتاج الكلور، لذلك جرى الاستغناء تدريجياً عن عملية ولدون؛ وبعد ذلك حلت عملية الكلور القلوي أسلوباً معتمداً في إنتاج غاز الكلور.